# إغناطيوس غطاس
إغناطيوس غطاس (بالإنجليزية: Ignatius Ghattas)‏ (25 ديسمبر 1920 — 11 أكتوبر 1992) هو مطران كنيسة الروم الملكيين الكاثوليك. خدم راعي أبرشية نيوتن من 1990 حتى وفاته.

## النشأة والمسيرة
ولد الأسقف غطاس في الناصرة في 1920 ونشأ في معلول. التحق بدير المخلّص في صيدا بلبنان عقب دراسته الابتدائية وعُين كاهنا للرهبنة الباسيلية المخلّصة في 1946. درّس بعد تعيينه اليونانية واللاتينية والإنجليزية والفرنسية والرياضيات.
في 1952 ذهب للولايات المتحدة ليخدم راعي مساعد في أبرشية مار إلياس في كليفلاند، أوهايو وعُين راعي الأبرشية في 1955. اُنتخب لاحقا مطرانا من قبل مجمع السينودس لكنيسة الروم الملكيين في يوليو 1989 ووافق الكرسي الرسولي على انتخابه في 11 ديسمبر 1989. تم تكريسه مطرانا في 23 فبراير 1990 خلفا رئيس الأساقفة جوزيف طويل في منصب راعي الأبرشية.
توفي في 1992 في كليفلاند، أوهايو عن 71 عاما.